# Jurij Jaszyn
Jurij Aleksiejewicz Jaszyn, ros. Юрий Алексеевич Яшин (ur. 12 lutego 1930 w Leningradzie, zm. 30 lipca 2011 w Moskwie) – radziecki dowódca wojskowy, generał armii, dowódca 50 Armii Rakietowej, I zastępca głównodowodzącego Wojskami Rakietowymi Przeznaczenia Strategicznego ZSRR, zastępca ministra obrony ZSRR – przewodniczący Państwowej Komisji Technicznej, deputowany do Rady Najwyższej ZSRR 11. kadencji.

## Życiorys
W latach 1946–1948 uczył się w specjalnej szkole artyleryjskiej w Leningradzie. W 1951 ukończył II Leningradzką Oficerską Szkołę Artylerii.
Od 22 marca 1951 był dowódcą plutonu w 3 Gwardyjskiej Brygadzie Artylerii Haubic Ciężkich w składzie 1 Gwardyjskiej Dywizji Artylerii Przełamania. Następnie do 1 listopada 1956 pełnił służbę w 23 Brygadzie Specjalnego Przeznaczenia w m. Kamyszyn – kolejno na stanowiskach: technik, zastępca szefa sekcji montażowej w baterii technicznej. Następnie do 1957 pełnił funkcję szefa sekcji startowej baterii ogniowej 56 Brygady Specjalnego Przeznaczenia Rezerwy Naczelnego Dowództwa w Kapustinym Jarze.
15 października 1957 został skierowany na kurs doskonalenia kadry dowódczej artylerii w Rostowskiej Wyższej Szkole Inżynieryjno-Artyleryjskiej w Rostowie nad Donem. Po ukończeniu kursu w 1957 pozostał w uczelni – pełniąc służbę na stanowiskach: zastępca szefa zespołu startowo-technicznego, zastępca dowódcy grupy zabezpieczenia szkolno-bojowego szkoły. W okresie od 30 sierpnia 1959 – do 26 lipca 1961 ukończył kolejne dwa kursy w rostowskiej uczelni. Następnie do 1964 studiował na fakultecie inżynieryjnym Wojskowej Akademii Inżynieryjnej im. F. Dzierżyńskiego w Moskwie – ukończył studia 2 lipca 1964 z wyróżnieniem i złotym medalem. Przez rok – do 31 marca 1965 pełnił służbę jako  zastępca dowódcy oraz dowódca samodzielnej jednostki inżynieryjno-doświadczalnej na poligonie rakietowym w Plesiecku. Potem studiował na fakultecie dowódczym Wojskowej Akademii Inżynieryjnej im. F. Dzierżyńskiego, kończąc studia w 1968 również z wyróżnieniem i złotym medalem.
W latach 1968–1971 był zastępcą dowódcy oraz dowódcą pułku rakietowego w składzie 59 Dywizji Rakietowej w m. Kartały w obwodzie czelabińskim. Od 2 czerwca 1971 był dowódcą 14 Dywizji Rakietowej w Joszkar-Ole.
Od 19 kwietnia 1973 byłt zastępcą szefa Głównego Zarządu Uzbrojenia Rakietowego Ministerstwa Obrony ZSRR do spraw prac naukowo-badawczych i doświadczalno-konstrukcyjnych. Od 1975 pełnił funkcję komendanta 53 Naukowego Instytutu Badawczo-Doświadczalnego w Plesiecku. Pod jego bezpośrednim kierownictwem została utworzona unikalna baza eksperymentalno-doświadczalna do dalszego badania kompleksów rakietowych z rakietami na paliwo stałe.
Z dniem 5 sierpnia 1979 został wyznaczony na stanowisko dowódcy 50 Armii Rakietowej w Smoleńsku. Funkcję tę pełnił do 8 kwietnia 1981. W kwietniu 1981 został pierwszym zastępcą Głównodowodzącego Strategicznymi Wojskami Rakietowymi. W 1983 ukończył kurs akademicki w Wojskowej Akademii Sztabu Generalnego w Moskwie, a w 1985 ukończył jako ekstern studia w tej Akademii. Wniósł wielki wkład w podnoszenie gotowości bojowej wojsk oraz wdrażanie nowych wzorów techniki rakietowo-kosmicznej. Od 8 kwietnia 1981 do 11 lutego 1989 był członkiem Rady Wojskowej Strategicznych Wojsk Rakietowych ZSRR.
W lutym 1989 został wyznaczony na stanowisko zastępcy Ministra Obrony ZSRR – przewodniczącego państwowej komisji technicznej. 24 sierpnia 1991 awansował na stopień generała armii. Z dniem 5 stycznia 1992 został przewodniczącym Państwowej Komisji Technicznej przy Prezydencie Federacji Rosyjskiej. Od marca 1994 był jednocześnie przewodniczącym międzyresortowej komisji do spraw ochrony tajemnicy państwowej Federacji Rosyjskiej.
Od 1998 był dyrektorem generalnym w przedsiębiorstwie telekomunikacyjnym „Telekom-Inwest” w Moskwie.
Od 1992 do 2000 był przewodniczącym rady związku weteranów Strategicznych Wojsk Rakietowych.
Członek KPZR od 1955. Był delegatem na XXVI i XXVII Zjazd KPZR. Od 1984 był deputowanym do Rady Najwyższej ZSRR 11. kadencji.
Posiadał stopień naukowy doktora nauk technicznych (21 lipca 1983). W 1977 został laureatem Nagrody Państwowej ZSRR. Był honorowym obywatelem miasta Mirnyj (Plesieck).
Był profesorem w Międzynarodowej Akademii Kosmonautyki im. K. Ciołkowskiego, Wojskowej Akademii Wojsk Rakietowych Przeznaczenia Strategicznego im. Piotra Wielkiego oraz w Akademii Inżynieryjnej Federacji Rosyjskiej.

## Awanse
- generał major – 15 grudnia 1972
- generał porucznik – 27 października 1977
- generał pułkownik – 4 maja 1981
- generał armii – 24 sierpnia 1991

## Odznaczenia
- Order Lenina – 1985
- Order Rewolucji Październikowej – 1980
- Order Czerwonej Gwiazdy – 1971
- Order „Za służbę Ojczyźnie w Siłach Zbrojnych ZSRR” II stopnia – 1990
- Order „Za służbę Ojczyźnie w Siłach Zbrojnych ZSRR” III stopnia – 1975
- Order „Za zasługi dla Ojczyzny” IV stopnia – 1995
- Order Męstwa – 1998
- Order Honoru – 2005
- Medal 100-lecia urodzin Lenina
- Medal „Za odwagę w pożarze”
- Medal jubileuszowy „Dwudziestolecia zwycięstwa w Wielkiej Wojnie Ojczyźnianej 1941–1945”
- Medal „Weteran Sił Zbrojnych ZSRR”
- Medal „Za umacnianie braterstwa broni”
- Medal jubileuszowy „40 lat Sił Zbrojnych ZSRR”
- Medal jubileuszowy „50 lat Sił Zbrojnych ZSRR”
- Medal jubileuszowy „60 lat Sił Zbrojnych ZSRR”
- Medal jubileuszowy „70 lat Sił Zbrojnych ZSRR”
- Medal „Za nienaganną służbę” I stopnia
- Medal „Za nienaganną służbę” II stopnia
- Medal „Za nienaganną służbę” III stopnia
- Order 9 września 1944 z mieczami II stopnia – 1985 (Bułgaria)
- 2 medale bułgarskie.